# Castelnuovo Don Bosco
Castelnuovo Don Bosco (fino 1930 Castelnuovo d'Asti – Castelneuv d'Ast in piemontese) è un comune italiano di 3 092 abitanti della provincia di Asti in Piemonte. Fa parte dell'Unione dei Comuni - Comunità Collinare "Alto Astigiano" .

## Geografia fisica
Il paese sorge all'estremità nord-occidentale della provincia di Asti nel territorio storico dell'Astesana, su di un colle leggermente elevato, vicino alla confluenza tra il rio Nevissano e il rio Bardella. Il paese si chiamava Castelnuovo d'Asti prima che gli venisse attribuito il cognome del più illustre concittadino. L'origine del toponimo è da ricollegare alla presenza di un castello intorno al quale sorge un borgo, fin dall'epoca posteriore all'anno 1000. Attorno al paese sorgono borghi rurali di particolare interesse: Bardella, Cascine Grosse, Morialdo, Il Bricco, Nevissano, Mistrassi e Vironi, Mondonio, Cascine Garesio, Ranello e la zona della Madonna della Neve.

## Storia
Anticamente appartenne per metà ai signori di Riva e per l'altra ai conti di Biandrate, per essere poi dato in sovranità dall'imperatore ai marchesi del Monferrato.
Prima sottomesso al comune di Asti, fu poi reso feudo nel 1288 ai signori di Rivalba e ai signori di Piea, finché, dopo essere controllato per un certo tempo dai marchesi del Monferrato, tornò definitivamente a far parte della Patria Astese nella seconda metà del Trecento. L'importante località fu inserita da Gian Galeazzo Visconti nel Capitanato d'Astesana, raggruppamento territoriale composto da quattordici paesi di grande rilevanza strategica, non infeudabili ma sottoposti direttamente all'autorità del Governatore di Asti. Nel 1618 Carlo Emanuele I di Savoia, conte di Asti e signore dell'Astesana, per impellenti necessità finanziarie istituì e mise in vendita i titoli feudali delle località del Capitanato, concedendoli ai migliori offerenti.
Castelnuovo d'Asti fu concesso nel 1619 al conte Ernst von Mansfeld, finché dopo la sua morte fu dato alla propria sorella naturale Matilde di Savoia, moglie di Carlo di Simiana. Questi conservarono la signoria del luogo fino al 1716, quando Irene Simiana, ultima erede della famiglia, si sposò con Michele Imperiale, principe di Francavilla
Interessante è la relazione sulle condizioni economiche ed amministrative del paese compilata dall'Intendente della Provincia di Asti conte Balduini di Santa Margherita nel 1750. Castelnuovo contava all'epoca 360 famiglie, corrispondenti a una popolazione tra i 1 800 e i 2 000 abitanti. I terreni agricoli erano ritenuti di buona qualità, e se la cerealicoltura era appena bastante al fabbisogno locale, la produzione e la vendita del vino integrava a sufficienza il reddito degli agricoltori. Le vigne occupavano all'epoca ben 1 800 giornate piemontesi (692 ettari) delle 4 500 (1 730 ettari) costituenti il territorio comunale. La produzione vinicola era di 1 800 "carra" da dieci brente, pari a 9 000 ettolitri. Si producevano inoltre 2 299 sacchi di grano, pari a circa 2 000 quintali, e 1 158 sacchi di granella di mais, pari a circa 1 000 quintali. In quell'anno si allevavano a Castelnuovo 497 capi bovini e 500 pecore, il cui latte era destinato alla produzione di rinomate robiole. All'epoca si svolgevano due fiere annuali, una il 26 marzo e l'altra il primo dicembre; molto importante era il mercato settimanale, durante il quale si commerciavano pollami e latticini prodotti in zona.
Negli anni della seconda guerra mondiale, tra il 1941 e il 1943, furono internati a Castelnuovo 45 profughi ebrei (incluse famiglie con bambini), provenienti dai Balcani. Dopo l'8 settembre 1943, con l'occupazione tedesca, il gruppo (nel frattempo ridottosi a 20 persone a causa dei numerosi trasferimenti a Ferramonti o altra località di internamento) prontamente si disperse. Alla fine tutti gli internati riuscirono a salvarsi (la maggior parte trovando rifugio in Svizzera, altri dirigendosi al Sud incontro all'esercito alleato).

### Simboli
Stemma
Lo stemma comunale è stato riconosciuto con decreto del capo del governo del 13 gennaio 1937.
Gonfalone
Il gonfalone municipale, la bandiera e il motto "Lealtà innanzi tutto" che accompagna lo scudo sono stati concessi con decreto del presidente della Repubblica del 2 luglio 2002.

## Monumenti e luoghi d'interesse
Nel centro storico del capoluogo e nel punto più alto del paese, sorge la torre di origine medioevale a struttura quadrata, rimaneggiata nel Quattrocento (inserita nel circuito "Castelli Aperti" del Basso Piemonte) che, con alcuni ruderi adiacenti, è ciò che rimane del castello che un tempo dominava l'abitato. Accanto ad essa sorge un santuario risalente alla fine XVIII secolo, dedicato alla Madonna del Castello eretto in forma barocca.
La parrocchiale di Sant'Andrea sorge anch'essa nella parte alta del paese con una semplice facciata risalente al Settecento. L'interno è a pianta centrale e vi si conserva un dipinto di Guglielmo Caccia detto "il Moncalvo".
Attorno all'edificio di culto sorgono alcune pregevoli costruzioni risalenti a epoche diverse, dal Medioevo al Liberty: a quest'ultimo periodo risale la Casa Filipello adornata da un giardino.
Scendendo verso la parte più bassa del borgo si trovano altri notevoli edifici quali la chiesa di San Bartolomeo, in stile settecentesco, e il palazzo dei Rivalba (la cui cappella fa pure parte del sistema "Castelli Aperti") situato in una piazza interamente dominata.

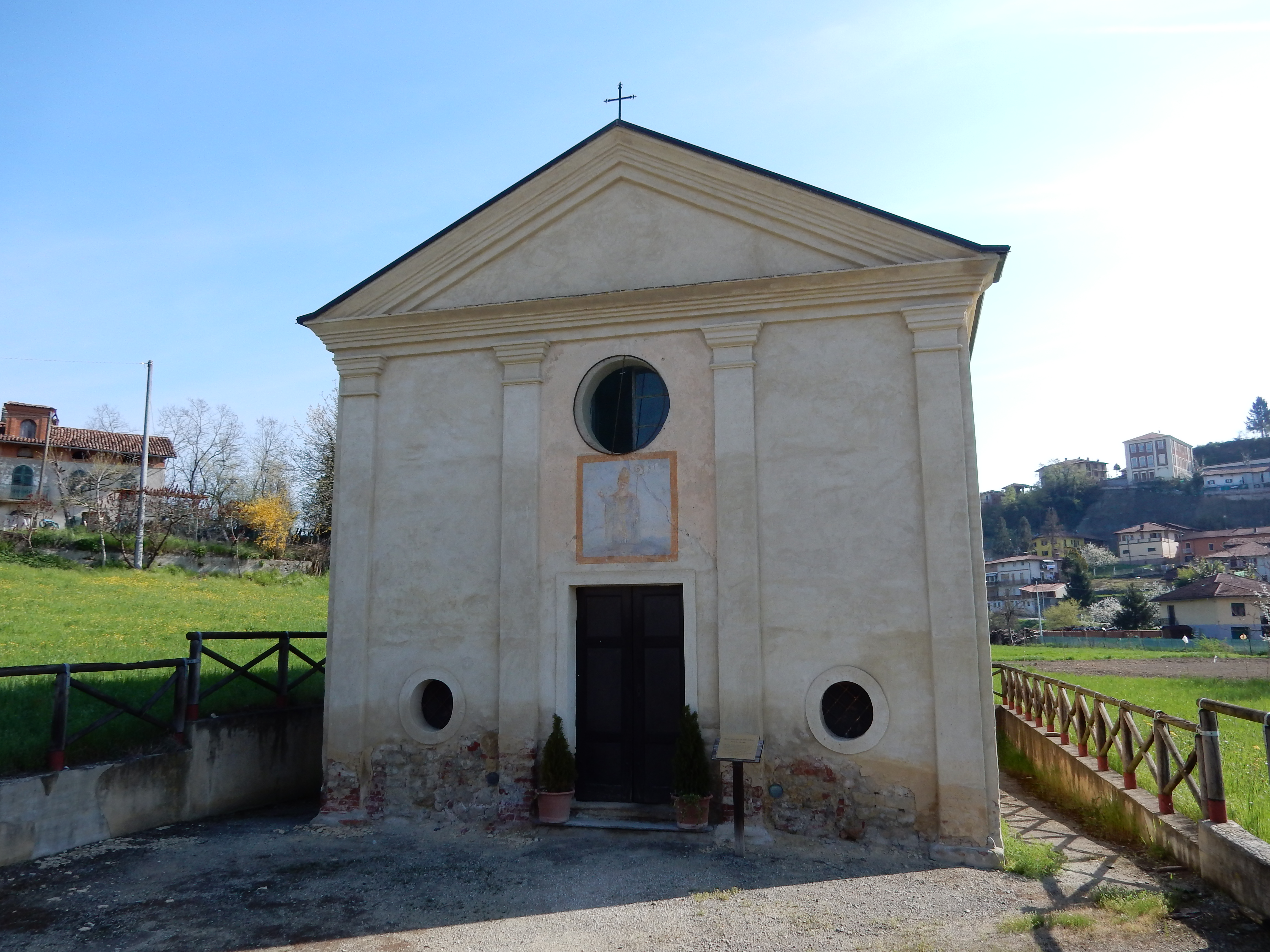
Chiesa di San Eusebio

Nei dintorni del paese, lungo la strada che porta a Berzano di San Pietro si trova la piccola chiesa di Sant'Eusebio in stile romanico: la facciata è stata restaurata nel Settecento, mentre il resto dell'edificio presenta ancora caratteristiche medioevali, con alcuni archetti pensili rimasti nella parte absidale.
Sempre in stile romanico vi sono altri tre edifici di culto posti in luoghi isolati: la chiesa di Santa Maria di Cornareto, in località Nevissano, la chiesa campestre di San Michele Arcangelo in frazione Bardella e quella di Santa Maria di Rasetto nella frazione Mondonio.

La prima era in cattive condizioni sino all'anno 2000, quando ha subito un radicale restauro, eliminando i ruderi dell'aula e le macerie del campanile già crollato un secolo prima, salvando e consolidando la sola abside romanica, con chiusura anteriore come cappella.

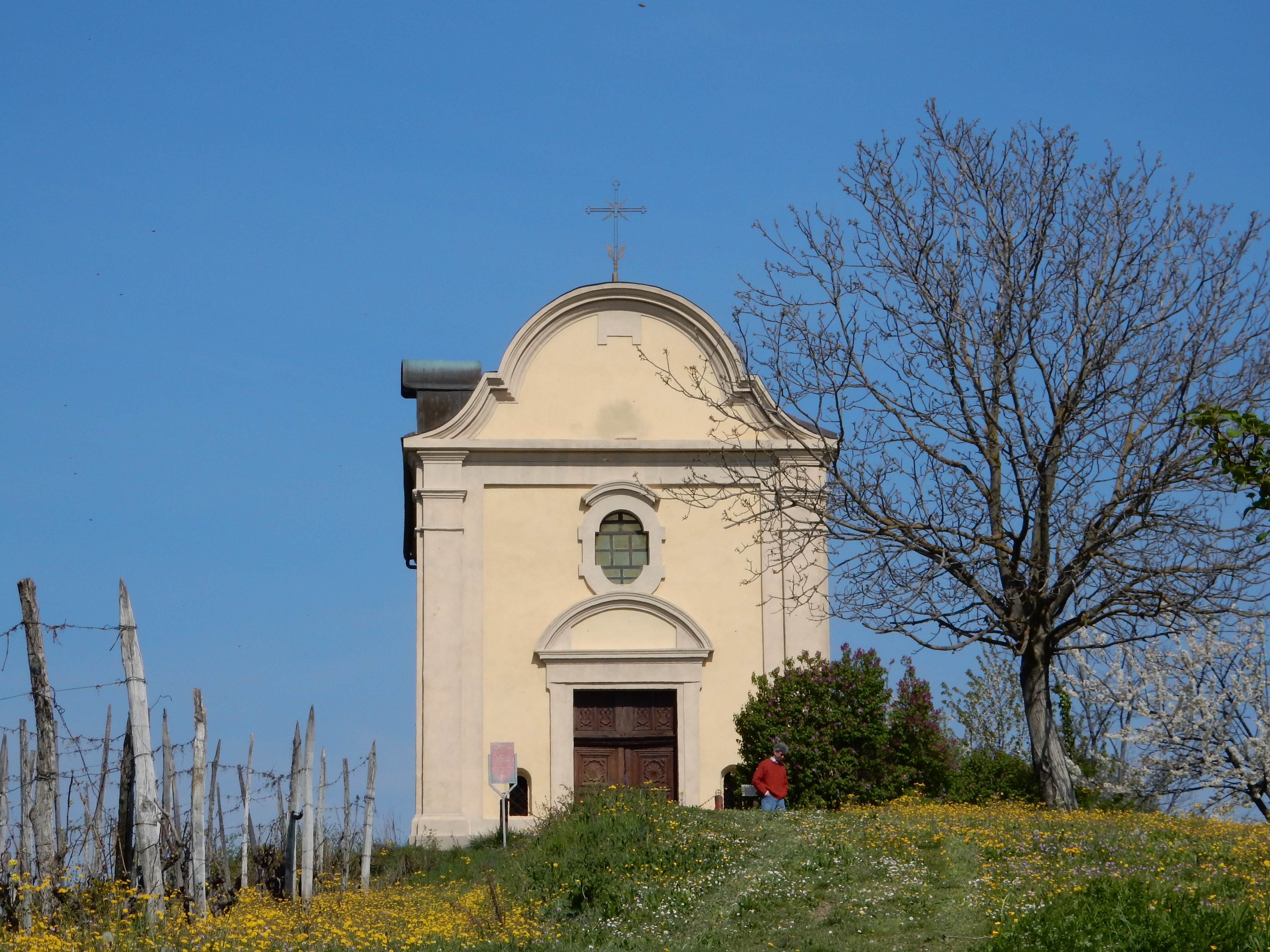
Chiesa campestre di San Michele Arcangelo

La seconda si trova su un colle panoramico sul sentiero che congiunge Castelnuovo Don Bosco con l'abbazia di Vezzolano. 
La terza è tuttora utilizzata : situata su una collinetta vicino alla località Garesio, appare abbastanza integra nella parte esterna, meno la facciata settecentesca all'interno della quale insiste un porticato costruito all'inizio del Novecento, con abside in pietra e struttura in mattoni.
Oltre alla basilica di Don Bosco sorta nella frazione Colle Don Bosco, nel paese è stata dedicata al Santo, nel 1898 una statua, opera dello scultore Giovanni Antonio Stuardi, situata nella parte inferiore della piazza principale.

## Società

### Evoluzione demografica
Abitanti censiti

## Geografia antropica

### Frazioni
Bardella, Mondonio San Domenico Savio - comune autonomo fino al 1929 - Morialdo, (I Becchi è un rione di Morialdo, ora: Colle Don Bosco in onore al Santo ivi nato), Nevissano e Ranello.

## Economia

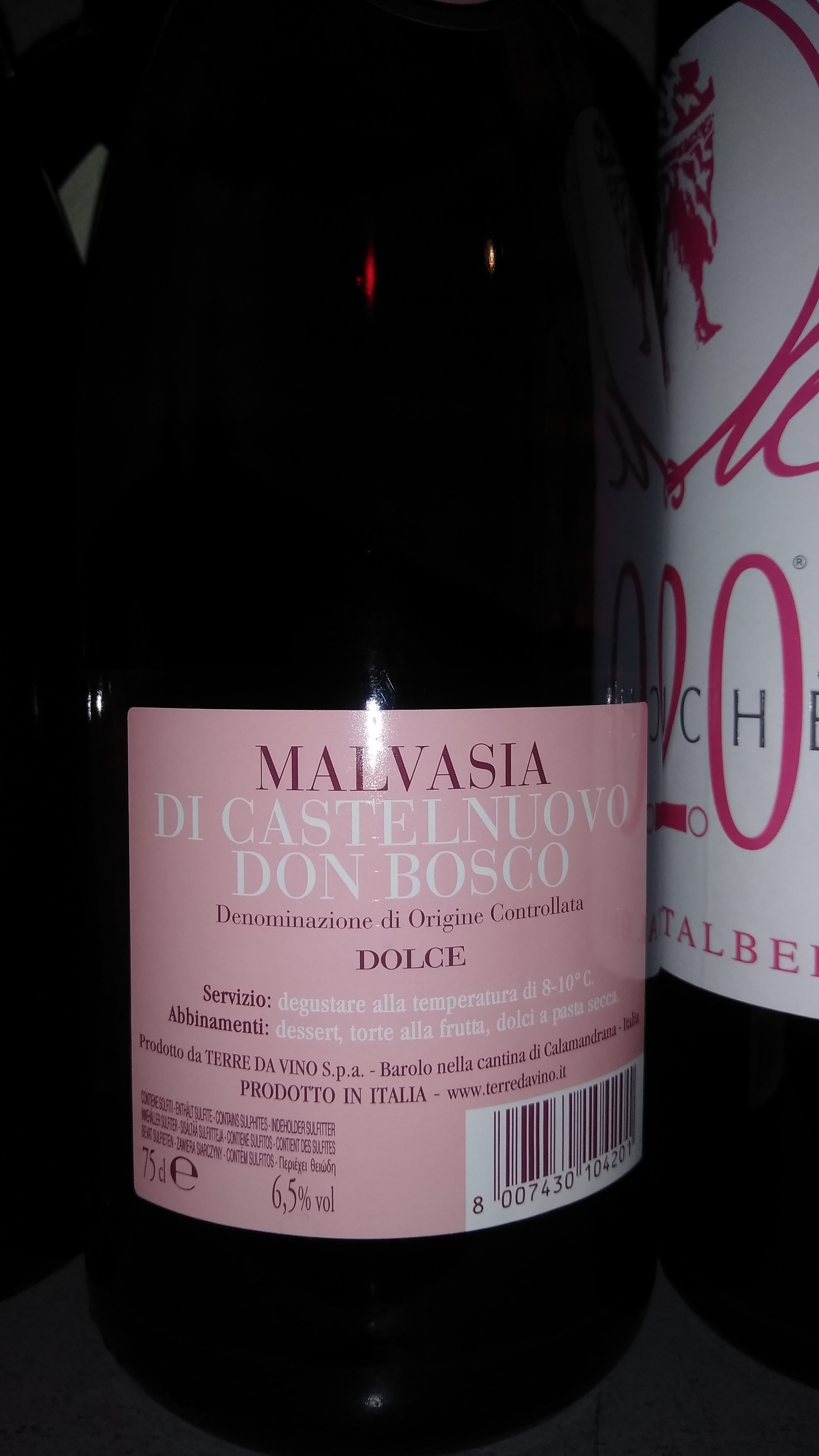
Malvasia di Castelnuovo Don Bosco DOC

Nel territorio del comune si coltiva anche la vite che dà origine a produzioni vinicole DOC, in particolar modo il malvasia ed il freisa. Tra le attività artigianali che hanno avuto un notevole sviluppo possiamo annoverare la lavorazione del giunco e del vimine, con i quali vengono fabbricati i mobili ed altri oggetti di arredamento. In località Bardella, a circa 2 km dal paese, sgorgano delle fonti solforose. Sono sorgenti fredde utilizzate per la cura dell'apparato digestivo e della pelle.
Inoltre a Castelnuovo si trova la fabbrica della ICP AVIATION.

## Amministrazione
Di seguito è presentata una tabella relativa alle amministrazioni che si sono succedute in questo comune.
| Periodo         | Periodo          | Primo cittadino   | Partito                           | Carica  | Note   |
| --------------- | ---------------- | ----------------- | --------------------------------- | ------- | ------ |
| 1896            | 1921             | Spirito Musso     |                                   | Sindaco |        |
| 24 giugno 1985  | 10 giugno 1990   | Giovanni Ravinale | -                                 | Sindaco | [ 13 ] |
| 10 giugno 1990  | 18 dicembre 1993 | Giovanni Ravinale | lista civica                      | Sindaco | [ 13 ] |
| 16 gennaio 1994 | 24 aprile 1995   | Giorgio Musso     | Democrazia Cristiana              | Sindaco | [ 13 ] |
| 24 aprile 1995  | 14 giugno 1999   | Giorgio Musso     | centro                            | Sindaco | [ 13 ] |
| 14 giugno 1999  | 14 giugno 2004   | Giorgio Musso     | lista civica                      | Sindaco | [ 13 ] |
| 14 giugno 2004  | 8 giugno 2009    | Felice Andriano   | lista civica                      | Sindaco | [ 13 ] |
| 8 giugno 2009   | 26 maggio 2014   | Giorgio Musso     | lista civica                      | Sindaco | [ 13 ] |
| 26 maggio 2014  | 27 maggio 2019   | Giorgio Musso     | lista civica Progetto Castelnuovo | Sindaco | [ 13 ] |
| 27 maggio 2019  | 9 giugno 2024    | Antonio Rago      | lista civica Progetto Castelnuovo | Sindaco | [ 13 ] |
| 9 giugno 2024   | in carica        | Umberto Musso     | lista civica Castelnuovo Noi      | Sindaco | [ 13 ] |

## Sport
In ambito sportivo Castelnuovo Don Bosco ha dato i natali a Luigi Marchisio, campione del Giro d'Italia nel 1930. Come riconoscimento gli è stata intitolata la palestra di Castelnuovo.